# Drag Race España
Drag Race España é um programa de televisão e reality show espanhol de competição de drag queens, baseado na série norte-americana RuPaul's Drag Race. O concurso procura coroar a próxima "superestrela drag" de Espanha, sendo apresentado por Supremme de Luxe. Teve a sua estreia em 2021 e atualmente conta com cinco temporadas. Em 2024 estreou a versão Drag Race España: All Stars, onde competem ex-concorrentes de diferentes temporadas.

## Formato
Para vencerem o título de superestrela drag, as concorrentes devem superar uma série de desafios como sessões de fotos, coreografias, representações artísticas ou actuações musicais, entre outras provas, sendo eliminadas uma a uma no final de cada episódio após uma prova de passarela, na qual as participantes mostram os seus melhores looks sob um tema comum, com o objectivo de conquistar ao júri, e um duelo de lip sync. Consequentemente, a perdedora abandona a competição.

## Produção
O programa é produzido pela World of Wonder e Atresmedia em colaboração com a Buendía Estudios. Estreou a primeira temporada em maio de 2021 através da plataforma Atresplayer Premium, enquanto nos Estados Unidos e no resto do mundo é emitido via streaming em WOW Presents Plus.
Integra a franquia internacional de RuPaul's Drag Race, sendo considerada a sexta adaptação após Drag Race Thailand (Tailândia), RuPaul's Drag Race UK (Reino Unido), Canada's Drag Race (Canadá), Drag Race Holland (Países Baixos) e Drag Race Down Under (Austrália e Nova Zelândia). Posteriormente, seguiram-se Drag Race Italia (Itália), Drag Race France (França), Drag Race Philippines (Filipinas), Drag Race Belgique (Bélgica), Drag Race Sverige (Suécia), Drag Race México (México). Drag Race Brasil (Brasil), Drag Race Germany (Alemanha, Áustria e Suíça) e, ainda por estrear, Drag Race South Africa (África do Sul).

## Elenco
No final de fevereiro de 2021, o programa anunciou a composição do júri que acompanharia Supremme de Luxe, formado por «Los Javis» (casal de actores formado por Javier Ambrossi e Javier Calvo) e a designer de moda Ana Locking.
| Nome             | Posto                | Temporadas | Temporadas | Temporadas | Temporadas |
| Nome             | Posto                | 1          | 2          | 3          | 4          |
| ---------------- | -------------------- | ---------- | ---------- | ---------- | ---------- |
| Supremme de Luxe | Apresentadora e júri |            |            |            |            |
| Javier Ambrossi  | Júri                 |            |            |            |            |
| Javier Calvo     | Júri                 |            |            |            |            |
| Ana Locking      | Júri                 |            |            |            |            |

### Jurados convidados
A cada episódio, da cada temporada, a quarta cadeira do júri é composta por um jurado convidado.
| Temporada 1     | Temporada 2      | Temporada 3              | Temporada 4        | All Stars: Temporada 1 |
| --------------- | ---------------- | ------------------------ | ------------------ | ---------------------- |
| Jon Kortajarena | Gloria Trevi     | Paco León                | Boris Izaguirre    | Bárbara Rey            |
| Paca La Piraña  | La Zowi          | Soraya Arnelas           | Manuela Trasobares | Silvia Abril           |
| Carlos Areces   | Eduardo Casanova | Palomo Spain             | Loles León         | Laura Sánchez          |
| Bad Gyal        | La Prohibida     | Paco Plaza               | Belén Aguilera     | Nathy Peluso           |
| Alaska          | María León       | La Terremoto de Alcorcón | Valeria Vegas      | Inés Hernand           |
| Susi Caramelo   | Choriza May      | Mónica Cruz              | Eduardo Navarrete  | Carmen Farala          |
| Envy Peru       | Ruth Lorenzo     | Eva Soriano              | Valeria Ros        | Sharonne               |
|                 | Anabel Alonso    | María Peláe              | Lola Rodríguez     | Pitita                 |
| Alexis Mateo    | Valentina        |                          |                    |                        |

## Temporadas
| Temporada | Estreia                | Final                  | Concorrentes | Vencedora     | Finalistas                                       | Miss Simpatia        | Nº de Episódios       |
| --------- | ---------------------- | ---------------------- | ------------ | ------------- | ------------------------------------------------ | -------------------- | --------------------- |
| 1         | 30 de maio de 2021     | 25 de julho de 2021    | 10           | Carmen Farala | Killer Queen e Sagittaria                        | Pupi Poisson         | 8 + "El Reencuentro"  |
| 2         | 27 de março de 2022    | 5 de junho de 2022     | 12           | Sharonne      | Venedita Von Dash, Estrella Xtravaganza e Marina | Samantha Ballentines | 10 + "El Reencuentro" |
| 3         | 16 de abril de 2023    | 25 de junho de 2023    | 13           | Pitita        | Vania Vainilla, Hornelia Góngora e Kelly Roller  | María Edilia         | 10 + "El Reencuentro" |
| 4         | 22 de setembro de 2024 | 15 de dezembro de 2024 | 12           | Le Cocó       | Vampirashian, Chloe Vittu e La Niña Delantro     | Dita Dubois          | 11 + "El Reencuentro" |

## Concorrentes
| Concorrente                | Idade | Localidade                 | Classificação |
| -------------------------- | ----- | -------------------------- | ------------- |
| Carmen Farala              | 31    | Sevilha                    | 1.ª           |
| Killer Queen               | 31    | Madrid                     | 2.ª / 3.ª     |
| Sagittaria                 | 22    | Barcelona                  | 2.ª / 3.ª     |
| Pupi Poisson               | 38    | Madrid                     | 4.ª           |
| Dovima Nurmi               | 24    | Barcelona                  | 5.ª           |
| Hugáceo Crujiente          | 25    | Valencia                   | 6.ª           |
| Arantxa Castilla-La Mancha | 23    | Badajoz                    | 7.ª           |
| Inti                       | 20    | Madird                     | 8.ª           |
| Drag Vulcano               | 30    | Las Palmas de Gran Canaria | 9.ª           |
| The Macarena               | 29    | San Fernando               | 10.ª          |

| Concorrente          | Idade | Localidade                 | Classificação |
| -------------------- | ----- | -------------------------- | ------------- |
| Sharonne             | 45    | Sabadell                   | 1.ª           |
| Venedita Von Däsh    | 28    | Elche                      | 2.ª / 3.ª     |
| Estrella Xtravaganza | 25    | Jerez de la Frontera       | 2.ª / 3.ª     |
| Marina               | 34    | Barcelona                  | 4.ª           |
| Juriji Der Klee      | 31    | Madrid                     | 5.ª           |
| Drag Sethias         | 30    | Las Palmas de Gran Canaria | 6.ª           |
| Diamante Merybrown   | 25    | Zaragoza                   | 7.ª           |
| Onyx                 | 33    | Madrid                     | 8.ª           |
| Jota Carajota        | 18    | Jerez de la Frontera       | 9.ª           |
| Samantha Ballentines | 35    | San Fernando               | 10.ª          |
| Ariel Rec            | 33    | Madrid                     | 11.ª          |
| Marisa Prisa         | 30    | Burela                     | 12.ª          |

| Concorrente      | Idade | Localidade                 | Classificação |
| ---------------- | ----- | -------------------------- | ------------- |
| Pitita           | 27    | Barcelona                  | 1.ª           |
| Vania Vainilla   | 39    | Zaragoza                   | 2.ª           |
| Hornelia Góngora | 35    | Alicante                   | 3.ª / 4.ª     |
| Kelly Roller     | 30    | Málaga                     | 3.ª / 4.ª     |
| Clover Bish      | 24    | Granollers                 | 5.ª           |
| Bestiah          | 30    | Madrid                     | 6.ª           |
| Pakita           | 28    | Sevilha                    | 7.ª           |
| Punk Chadora     | 38    | Málaga                     | 8.ª           |
| Visa             | 34    | Tampico, México            | 9.ª           |
| The Macarena     | 31    | San Fernando               | 10.ª          |
| Chanel Anorex    | 31    | Salamanca                  | 11.ª          |
| Drag Chuchi      | 32    | Las Palmas de Gran Canaria | 12.ª          |
| María Edilia     | 41    | Maracay, Venezuela         | 13.ª          |

| Concorrente          | Idade | Localidade            | Classificação |
| -------------------- | ----- | --------------------- | ------------- |
| Le Cocó              | 28    | Madrid                | 1.ª           |
| La Bella Vampi       | 30    | Valência              | 2.ª           |
| Chloe Vittu          | 23    | Moncada i Reixach     | 3.ª           |
| La Niña Delantro     | 22    | Castellón de la Plana | 4.ª           |
| Mariana Stars        | 28    | Mérida, Venezuela     | 5.ª           |
| Megui Yeillow        | 31    | Écija, Andaluzia      | 6.ª           |
| Angelita la Perversa | 44    | Sevilha               | 7.ª           |
| Miss Khristo         | 31    | Madrid                | 8.ª           |
| Kelly Passa!?        | 38    | Madrid                | 9.ª           |
| Dita Dubois          | 37    | Tenerife              | 10.ª          |
| Porca Theclubkid     | 38    | Madrid                | 11.ª          |
| Shani LaSanta        | 25    | Jerez de la Frontera  | 12.ª          |

## Controvérsia
A inclusão do casal Los Javis gerou rejeição entre alguns fans do formato original, que criticavam, entre outras coisas, o facto de que o casal «tivesse monopolizado a presença LGBT» na televisão espanhola.

## Drag Race España: All Stars
Em setembro de 2022, a produtora Atresmedia anunciou que estava a trabalhar num novo formato derivado de RuPaul's Drag Race: All Stars, sendo anunciado em novembro de 2023 que Drag Race España: All Stars teria a sua estreia no primeiro trimestre de 2024.
| Temporada | Estreia                | Final               | Vencedora    | Finalista            | Miss Simpatia        | Miss Look Perdido | Nº de Episódios | Concorrentes |
| --------- | ---------------------- | ------------------- | ------------ | -------------------- | -------------------- | ----------------- | --------------- | --- |
| 1         | 4 de fevereiro de 2024 | 17 de março de 2024 | Drag Sethlas | Samantha Ballentines | Samantha Ballentines | Onyx Unleashed    | 7               | Drag Sethlas, Samantha Ballentines, Hornella Góngora, Juriji der Klee, Pupi Poisson, Sagittaria, Pakita, Onyx Unleashed e Pink Chadora |